# Yoso
Yoso byla americká melodic rocková a progresivně rocková superskupina složená z dřívějších členů skupin Yes (Billy Sherwood-baskytara/zpěv a Tony Kaye-klávesy) a Toto (Bobby Kimball-zpěv).